# Фосфиты

Структура типичного фосфита

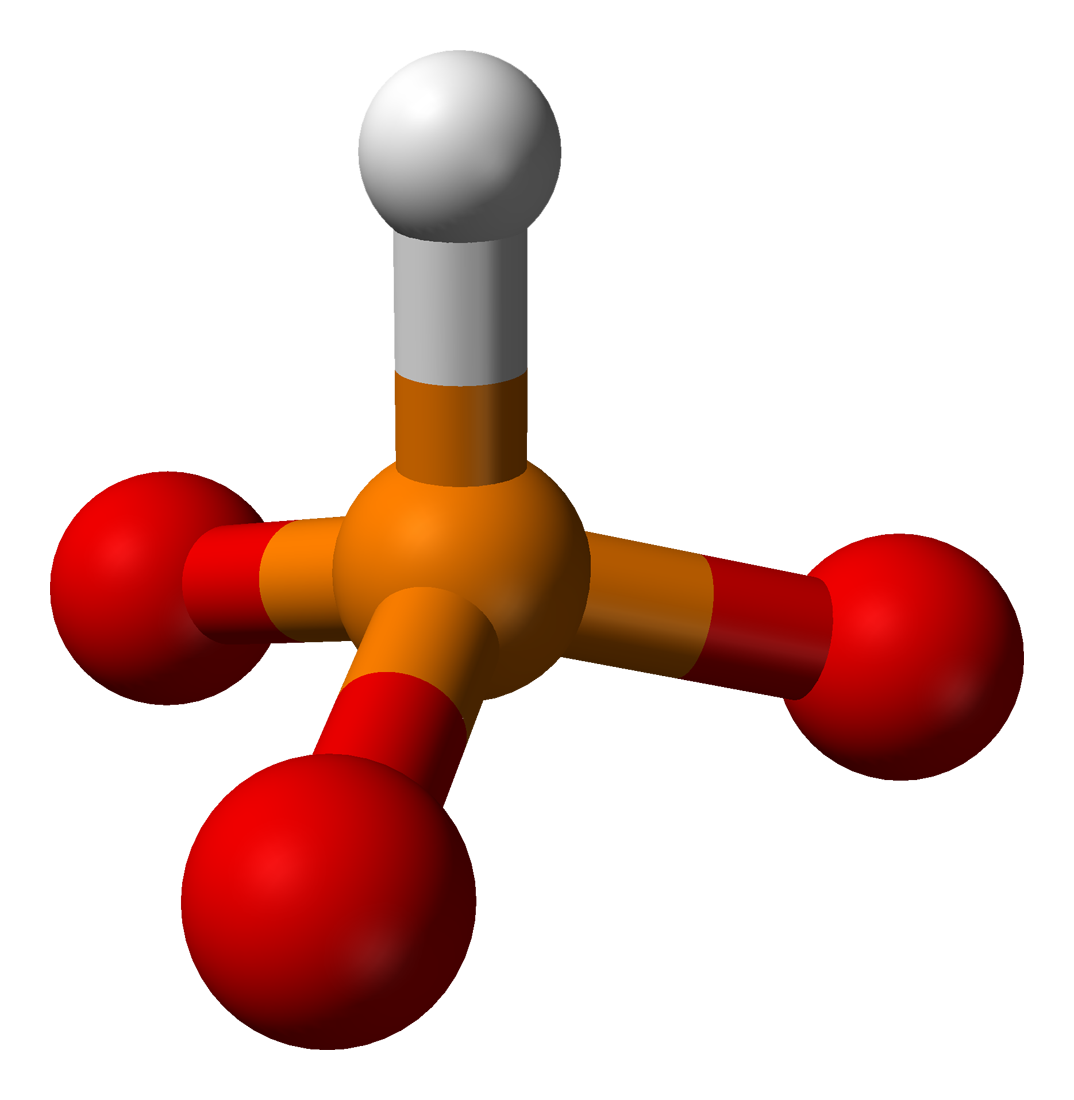
3D-модель фосфит-иона

Фосфиты — соли фосфористой кислоты Н3РО3. Анион фосфористой кислоты (HPO32−) является многоатомным ионом, в котором центральным атомом является атом фосфора в степени окисления +3. Его молекулярная геометрия приблизительно тетраэдрическая.
Связывание может быть объяснено с помощью резонансных структур (существует три эквивалентные структуры, содержащие одну двойную связь), эффективно делокализующих отрицательные заряды между эквивалентными атомами кислорода. Четыре резонансные структуры фосфит-иона:
Множество солей фосфористой кислоты, такие как фосфит аммония, очень хорошо растворимы в воде. Иногда название фосфиты относят также к эфирам этой кислоты, фосфорорганическим соединениям с формулой P(OR)3.

## Фосфористая кислота
Фосфористая кислота является сопряженной кислотой фосфит-аниона (H3PO3 или HPO(OH)2). Также эта кислота называется ортофосфористой или оксидом дигидроксифосфина. Фосфористая кислота является двухосновной кислотой, так как один из атомов водорода связан напрямую с центральным атомом фосфора и не может быть ионизирован. Таким образом, более логичной химической формулой будет HPO(OH)2, так как только две гидроксильные группы действительно присутствуют в молекуле кислоты.

## Кислые фосфиты
Кислые фосфиты (гидрофосфиты), такие как NH4HPO2OH, могут быть получены из фосфористой кислоты, HPO(OH)2. Водородные связи между анионами приводят к образованию полимерных анионных структур. По реакции фосфористой кислоты с карбонатами металлов были получены такие соли как RbHPHO3, CsHPHO3, TlHPHO3. Эти соединения содержат полимерный слой анионов, состоящий из тетраэдров HPO3, связанных водородными связями. Между такими слоями расположены слои катионов металлов.

## Пирофосфиты
Пирофосфиты (дифосфиты) могут быть получены мягким нагреванием гидрофосфитов при пониженном давлением. Они содержат ион H2P2O52−, который правильнее записывать как [HPO2O−PO2H]2−.

## Примеры солей
- Гидрофосфит калия
- Гидрофосфит лития
- Гидрофосфит натрия
- Фосфит калия
- Фосфит лития
- Фосфит меди(II)
- Фосфит натрия
- Фосфит свинца(II)
- Фосфонат кальция